# 拝島大師
拝島大師（はいじまだいし）は、東京都昭島市拝島町一丁目にある天台宗の仏教寺院である。本覚院が正式な名称である。大日八坊の一つで、比叡山延暦寺の中興の祖として知られる良源（元三大師、慈恵大師）を本尊として祀る。

## 概要
本尊の元三慈恵大師像は良源が自らの姿を刻んだものとされ、本来は比叡山横川の地に祀られていたと言われる。寺伝によれば、元亀2年（1571年）織田信長の比叡山焼き討ちの際に、敬諶大僧都が大師像を持ち出した。敬諶は諸国放浪の末、1578年（天正6年）この地に大師像を安置し本覚院を創建したと伝えられている。
正月2日3日の縁日は「だるま市」として有名であり、初詣とあわせて多くの参拝者で賑わう。

## 住所
東京都昭島市拝島町1-6-15

## アクセス
- 東日本旅客鉄道（JR東日本）青梅線「昭島駅」より徒歩20分
- 東日本旅客鉄道（JR東日本）青梅線・五日市線・八高線・西武拝島線「拝島駅」より立川バス、立川駅北口行きで、拝島大師前下車、徒歩1分
- 東京都道29号立川青梅線（奥多摩街道＝旧道）沿い